# Stadio El Collao
Lo stadio El Collao (in spagnolo estadio El Collao) è uno stadio di calcio situato ad Alcoy, in Spagna. È stato costruito nel 1921 e ha una capacità di quasi cinquemila spettatori.